# 陳赫
陳赫（1985年11月9日—），男，福建省福州市长乐市（今福州市長樂區）人，中國演員，毕业于上海戏剧学院表演系，因出演情景喜剧《愛情公寓》中「曾小贤」一角而走红。2014年加盟综艺节目《奔跑吧兄弟》（《奔跑吧》），2019年退出。

## 生平

### 学历
1992年，就读福州乌山小学。1998年，就读福州教育学院附中。2001年，就读福州旅游职业中专学校，师从崔勇学习影视表演。
2004年，参加艺考，被上海戏剧学院本科、中央戏剧学院专科、北京电影学院专科同时录取；遂进入上海戏剧学院表演系本科。与杜江、张殿伦在601同窗同寝，尔后原1014寝的郑恺搬进601，组成“四狗组合”，在學期間於室友鄭愷的陪同下接受過割闌尾手術（兩人在《奔跑吧兄弟》中重提此事時被稱為闌尾兄弟）。於2008年毕业。

### 感情经历
许婧：2000年就读福州教育学院附中时相识，2005年恋爱，2013年结婚，2014年离婚。
张子萱：2014年拍摄《匆匆那年》相识，拍摄《医馆笑传》时恋爱，2016年2月24日结婚，同年10月23日長女出生。2020年3月17日，陈赫在社交平台宣布次女出生。

### 亲戚
陈赫生在艺术世家，父母方亲戚大多是艺术界人士。
陈祖昭：陈赫的父亲。海视影业福建有限公司制片主任。

胡小玲：陈赫的母亲。国家一级演员，中国戏剧家协会理事，中国话剧研究会理事，中国儿童戏剧研究会理事，原福建人民艺术剧院院长，现任艺术总监。

陈安安：陈赫的长女。

陈某某：陈赫的次女。

陈凯歌：陈赫的表叔。原名陈皑鸽，北京电影制片厂导演。

陈怀皑：表叔陈凱歌的父親。原名郑衍贤，北京电影制片厂导演。

陈　红：陈赫的表叔母。北京电影制片厂演员、制片人。

胡某某：陈赫的外祖父。山东人，北京芭蕾舞团钢琴家。后南下福建。

胡小环：陈赫的舅父。国家一级作曲。中国音乐家协会会员，中国音乐著作权协会会员。任海政文工团编导室主任。

陈凯燕：陈赫的表姑。

陈飞宇：陈赫的表弟。演员。

陈飞宏：陈赫的表哥。北京电影制片厂导演。

陈雨昂：陈赫的表弟。

费　洋：艺名费振翔，陈赫的义表兄。北京电影制片厂导演；中国内地男演员。

陈砺志：陈赫的义表兄。北京麦特文化娱乐传媒董事长。

## 经历
2007年，陈赫在高云翔推荐下客串电视剧《一世情缘》。
2009年，陈赫在赵霁推荐下主演都市爱情喜剧《爱情公寓》中的曾小贤。并在接下来几年在后续作品（共5部电视剧+4部广告剧+1部电影）中继续饰演曾小贤。
2013年，陈赫签约经纪公司华谊兄弟。
2014年，陈赫与杨颖主演顾长卫导演的电影《微爱之渐入佳境》上映，票房突破2.8亿。
2014年，陈赫加盟综艺节目《奔跑吧兄弟》并加盟电影版。并在接下来几年在后续作品中（共4季《奔跑吧兄弟》+2季《奔跑吧》）持续加盟。
2015年，陈赫参演探案喜剧电影《唐人街探案》。
2015年，杨颖工作室升级为泰洋川禾，陈赫签署经纪合约。
2016年，陈赫与贾玲组队参加综艺节目《喜剧总动员》。
2017年，陈赫在贾玲邀请下参加综艺节目《开心剧乐部》。
2018年，联合泰洋川禾成立动霸影业。
2018年，陈赫作为明星召唤师，参加综艺《超越吧！英雄》。
2019年，陈赫宣布退出《奔跑吧》节目录制。
2019年，主演热播网剧《动物管理局》。
2020年，特别主演《爱情公寓5》。

## 影视作品

### 電視劇
| 首播年份 | 剧名                        | 角色         | 备注                  |
| -------- | --------------------------- | ------------ | --------------------- |
| 2007年   | 一世情缘                    | 李 成        | 電視劇（第30集）      |
| 2009年   | 爱情公寓1                   | 曾小賢       | 電視劇                |
| 2010年   | 和空姐一起的日子            | 程曉赫       | （第14、17-22集）     |
| 2010年   | 愛情公寓第1.5季             | 曾小賢       | 客串（第1集）         |
| 2011年   | 爱情公寓2                   | 曾小賢       |                       |
| 2011年   | 愛情睡醒了                  | 曾小賢       | 客串（第22集）        |
| 2012年   | 爱情公寓3                   | 曾小賢       |                       |
| 2012年   | 老爸的愛情                  | 冷雷雷       |                       |
| 2013年   | 爱情自有天意                | 唐 力 唐冠中 |                       |
| 2013年   | 龍門鏢局                    | 伊季高       | 客串（第21集）        |
| 2014年   | 爱情公寓4                   | 曾小贤       |                       |
| 2014年   | 愛情回來了                  | 高 見        |                       |
| 2014年   | 青年醫生                    | 張 軍        | 客串（第21、23-25集） |
| 2014年   | 报告老板之豪言壮旅          | 阿 郝        | 客串（第5集）         |
| 2015年   | 月供                        | 何少勇       |                       |
| 2015年   | 醫館笑傳1                   | 朱一品       |                       |
| 2015年   | 三个奶爸                    | 张一男       |                       |
| 2015年   | 爱情公寓番外篇之辣味英雄传  | 曾小贤       |                       |
| 2015年   | 爱情公寓番外篇之辣味英雄传2 | 曾小贤       |                       |
| 2016年   | 極品家丁                    | 林晚荣       |                       |
| 2017年   | 复合大师                    | 林悠扬       | 客串（第6-18集）      |
| 2019年   | 我的冤家住对门              | 潘向東       | 2013年拍攝            |
| 2019年   | 动物管理局                  | 郝 运        | 網絡劇                |
| 2020年   | 爱情公寓5                   | 曾小賢       | 特别主演              |
| 2020年   | 欢喜猎人                    | 0哥          | 客串                  |
| 2020年   | 瞄准                        | 池铁城       |                       |
| 2021年   | 做梦吧！晶晶                | 吃货男友     | 網絡短剧              |
| 2021年   | 我们的新时代                | 赵小飞       | 單元《紧急营救》      |
| 2021年   | 功勋                        | 李成英       | 單元《申纪兰的提案》  |
| 2022年   | 假日暖洋洋2                 | 孔令麒       |                       |
| 2022年   | 盛装                        | 鲁斌斌       |                       |
| 2022年   | 我们这十年                  |              | 單元《理想生活》      |
| 2023年   | 加油吧，兄弟                | 毕 虎        | 2015年拍攝            |
| 2024年   | 好团圆                      | 鄧海洋       |                       |
| 待播     | 儿子，回家吧                | 刘海风       | 2017年拍攝            |

### 電影
| 首映年份 | 剧名           | 角色         | 备注     |
| -------- | -------------- | ------------ | -------- |
| 2014年   | 匆匆那年       | 苏凯         |          |
| 2014年   | 微爱之渐入佳境 | 沙果         |          |
| 2015年   | 奔跑吧！兄弟   | 陳赫         | 综艺电影 |
| 2015年   | 一路向前       | 牛顿         |          |
| 2015年   | 唐人街探案     | 黄兰登       |          |
| 2015年   | 煎饼侠         | 陳赫         | 客串     |
| 2016年   | 一切都好       | 管好         |          |
| 2016年   | 超级快递       | 马力         |          |
| 2016年   | 过年好         | 然然父       | 客串     |
| 2016年   | 陆垚知马俐     | 动物保护者甲 | 客串     |
| 2017年   | 建軍大業       | 斯勵         | 客串     |
| 2018年   | 爱情公寓       | 曾小贤       |          |
| 2018年   | 断片之险途夺宝 | 运转商       | 客串     |
| 2021年   | 你好，李焕英   | 冷特         |          |
| 待上映   | 萤火之光       |              |          |

### 纪录片
| 首映年份 | 平台   | 片名                                       | 角色   | 日期     | 备注 |
| -------- | ------ | ------------------------------------------ | ------ | -------- | ---- |
| 2020年   | 央视网 | 为天使护航 之 致敬：行走在刀尖上的防疫尖兵 | 讲述人 | 20200227 |      |

### 配音
| 首映年份 | 剧名       | 角色 | 备注 |
| -------- | ---------- | ---- | ---- |
| 2016年   | 年兽大作战 | 大鱼 | 配音 |

### 话剧
| 首播年份 | 剧名           | 角色          | 备注 |
| -------- | -------------- | ------------- | ---- |
| 2008年   | 瘋狂的瘋狂2.0  | 耿浩          |      |
| 2009年   | 杜拉拉         | 何好德 胡阿發 |      |
| 2009年   | 羅密歐與祝英台 | 阿笙          |      |
| 2009年   | 我不怕         | 丹尼爾        |      |
| 2009年   | 甲申記         | 劉宗敏        |      |
| 2010年   | 鹿鼎記         | 鰲拜 洪安通   |      |
| 2010年   | 資本·論        | 王石屹        |      |
| 2011年   | 撒嬌女王       | 许子皓        |      |
| 2011年   | 混蛋攻略       | 利奥          |      |

### MV
- 2008年，張信哲、蘇慧倫《那年的星空》（专辑《无线星空08新声特辑》）
- 2012年，戚薇《放開愛》（专辑《我的经济适用男电视原声带》）
- 2012年，戚薇、杨宗纬《为了遇见你》（电视剧《爱情自有天意》片头曲）
- 2015年，邓超《字母歌》（《恶棍天使》推广曲）
- 2016年，好妹妹乐队《一封家书》（《一切都好》推广曲）
- 2016年，赵英俊《有你的快递》（《超级快递》推广曲）

## 音乐作品

### 单曲
- 2013年，《会哭的礼物》（电视剧《爱情自有天意》插曲）
- 2013年，《傻瓜傻瓜》（电视剧《爱情自有天意》插曲）
- 2015年，《少年三国志》（手机游戏《少年三国志》同名主题曲）
- 2016年，《超级英雄》（综艺《奔跑吧兄弟》主题曲、电视剧《极品家丁》主题曲）
- 2016年，《超级快递》（电影《超级快递》主题曲）

### 合唱
- 2012年，《爱情公寓》（电视剧《爱情公寓3》推广曲）
- 2015年，《超级英雄》（综艺节目《奔跑吧兄弟》主题曲）
- 2015年，《一封家书》（电影《一切都好》推广曲）
- 2018年，《青春不一样》（陆军征兵宣传曲）
- 2020年，《让世界充满爱》（武汉爆发疫情，为武汉加油）

### 翻唱
- 2012年，《我的未来式》（电视剧《爱情公寓》主题曲，原唱郭采洁）
- 2014年，《奔跑》（原唱羽泉）
- 2015年，《小苹果》（原唱筷子兄弟）
- 2017年，《友情岁月》（原唱郑伊健）

## 电视節目
| 首播年份 | 播放平台                 | 节目名           | 期数                 |
| -------- | ------------------------ | ---------------- | -------------------- |
| 2014年   | 东南卫视                 | 真爱在囧途       | 固定嘉宾             |
| 2014年   | 浙江卫视                 | 奔跑吧兄弟       | 固定嘉宾             |
| 2015年   | 浙江卫视                 | 奔跑吧兄弟第二季 | 固定嘉宾             |
| 2015年   | 浙江卫视                 | 奔跑吧兄弟第三季 | 固定嘉宾             |
| 2016年   | 浙江卫视                 | 奔跑吧兄弟第四季 | 固定嘉宾             |
| 2016年   | 浙江卫视                 | 喜剧总动员       | 固定嘉宾（第一赛段） |
| 2017年   | 浙江卫视                 | 奔跑吧第一季     | 固定嘉宾             |
| 2017年   | 腾讯视频                 | 王者出击         | 固定嘉宾             |
| 2018年   | 浙江卫视                 | 奔跑吧第二季     | 固定嘉宾             |
| 2018年   | 东方卫视                 | 青春同学会       | 参赛演员、固定嘉宾   |
| 2019年   | 东方卫视                 | 笑傲江湖第四季   | 固定评委             |
| 2020年   | 愛奇藝 騰訊視頻 東方衛視 | 哈哈哈哈哈       | 初代入团             |
| 2021年   | 愛奇藝 騰訊視頻          | 哈哈哈哈哈第二季 | 初代入团2.0          |

2022年  爱奇艺 腾讯视频  哈哈哈哈哈第三季 初代入团

## 代言

### 廣告
- 安聯保險
- 肯德基追擊計劃找女友
- SONY數碼攝像機
- 飛利浦Living Colors廣告劇
- 旁氏男士系列
- 雪津啤酒
- 游戏《少年三国志》
- 游戏《全民枪战2》

## 贤合庄
陈赫於叶一茜、朱桢合伙投资成立火锅品牌贤合庄，2015年5月开始营业。2019年，陈赫与火锅“谭鸭血”的母公司四川至膳老板周杨共同成立成都市贤合庄品牌管理有限公司。

## 奖项
- 2011年 优酷影视指数盛典 最给力组合奖 陈赫&娄艺潇《爱情公寓》
- 2011年 第十五届佐临话剧艺术奖 公益之星
- 2012年 壹戏剧大赏年度新锐男演员奖 《混蛋攻略》
- 2012年 国剧盛典 国剧盛典入圍最佳新人男演员 《爱情公寓》
- 2012年 国剧盛典 入圍网络最受欢迎男演员
- 2013年 青春的选择 入圍 最受欢迎新锐男演员
- 2014年 国剧盛典 最具青春号召力
- 2016年 2017爱奇艺尖叫之夜 年度综艺表现奖
- 2016年 腾讯视频星光大赏综艺 年度突破艺人
- 2018年 中国文娱大数据发布盛典金数据 最具综艺表现力男艺人